# Argyrostrotis erasa
Argyrostrotis erasa är en fjärilsart som beskrevs av Achille Guenée 1852. Argyrostrotis erasa ingår i släktet Argyrostrotis och familjen nattflyn. Inga underarter finns listade i Catalogue of Life.

## Bildgalleri

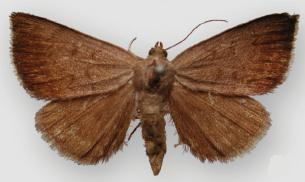